# 紅月ルナ
紅月 ルナ（あかつき るな、1984年6月4日 - ）は、日本のAV女優・元ストリッパー。

## 略歴
- 2004年に『瞳の誘惑』でAVデビュー。
- 2005年からはストリッパーとしての活動を始める。

## 作品

### アダルトビデオ
2004年
- 瞳の誘惑（7月31日(レンタル）/8月13日(セル）、宇宙企画）※デビュー作品
- Glamorous(8月31日、宇宙企画）
- 恥辱のアクメ (9月26日、宇宙企画）
- スウィート・ミックス 紅月ルナ(10月15日、宇宙企画）
- あぶない!ルナ先生 (10月26日、宇宙企画）
- リアルAV女優 本能(11月26日、宇宙企画）
- luna mix　紅月ルナ(12月17日、宇宙企画）
- 尻姫(12月26日、宇宙企画）

2005年
- 吸淫コールガール（1月23日、宇宙企画）
- lunamix 2　紅月ルナ（2月18日、宇宙企画）
- 家庭教師はエロボディ（4月23日、クリスタル映像）
- PRIVATE 紅月ルナ ラブホにいこうよ♥（5月14日、クリスタル映像）
- 完全ファイル 紅月ルナ（6月18日、クリスタル映像）
- デジタルアングル 紅月ルナ（7月1日、ワンズファクトリー）
- 拘束[M]名器 紅月ルナ（8月1日、ワンズファクトリー）
- LUNATIC SEX（9月1日、ワンズファクトリー）
- イカせ続けると女はどーなるのか? 紅月ルナ（10月1日、ワンズファクトリー）
- B★GIRL 悪女伝説 紅月ルナ（11月1日、ワンズファクトリー）
- 汁姫 紅月ルナ（12月1日、ワンズファクトリー）

2006年
- 痴女教師 紅月ルナ（1月1日、ワンズファクトリー）
- 卒業 紅月ルナ（2月1日、ワンズファクトリー）
- ハイパースレスレモザイク VOL.12 紅月ルナ（4月6日、アイエナジー）
- ウルトラスレスレモザイク NO.02（5月4日、アイエナジー）
- 競泳水着インストラクター陵辱レイプ 紅月ルナ（6月8日、ヒビノ）
- 女教師 中出し20連発 紅月ルナ（7月6日、アイエナジー）
- 陵辱女研修医 肉欲性奴隷（8月4日、ヒビノ）
- 女子アナ 中出し20連発 紅月ルナ（9月7日、ヒビノ）
- 紅月ルナ痴女化計画vol.1（10月16日、マキシング）
- ナース・コールガール〜紅月ルナ痴女化計画vol.02〜（11月16日、マキシング）
- あなたが私の御主人様!!（12月16日、マキシング）

2007年
- 紅月ルナ男漁り（1月16日、マキシング）
- FULL THROTTLE !（2月16日、マキシング）
- ONSEN-Limited（3月16日、マキシング）
- 紅月ルナ the BEST（4月16日、マキシング）
- アナル快感伝道師（7月5日、ワープエンタテインメント）
- 彼女が、競泳水着に着がえたら（7月15日、ワープエンタテインメント）オムニバス作品 他出演:松野ゆい、RION、伊藤あずさ、高瀬七海、愛葉悠、ヒトミ、翼裕香
- となりの美人妻 第2章 5人の美人妻たち（8月11日、隼エージェンシー）オムニバス作品 他出演:伊沢千夏、野々宮りん、加瀬あゆむ、長谷川ちひろ
- 奴隷島 第十一章 女捜査官の絶望（9月7日、アタッカーズ）共演:椎名りく、早川凛、森下理音
- 近親妻 禁断の関係に萌えあがる人妻たち（9月8日、隼エージェンシー）オムニバス作品 他出演:加瀬あゆむ、長谷川あゆみ、雨音しおん、牧野ゆうひ
- オナニスト ［第十八章］（9月8日、隼エージェンシー）オムニバス作品 他多数出演
- 中出しされた人妻たち第6章（9月19日、BRAVO）オムニバス作品 他出演:稲森ケイト、天乃みお、川瀬さやか、沙耶
- 極道の女 美人組長 公開凌辱処刑（11月7日、アタッカーズ）共演:風間ゆみ、三津なつみ
- こだわりの手コキ 4時間SP VI 30人のハンドメイド（11月10日、隼エージェンシー）オムニバス作品 他多数出演

2008年
- オナニー・パラノイア（2月19日、ドグマ）
- KISS MANIA キスマニア Vol.5（2月19日、ミスター・インパクト）オムニバス作品 他多数出演
- 大江戸女処刑人（3月7日、アタッカーズ）共演:麗花、純名もも、姫咲りりあ
- 痴女にまつわる都市伝説 転校したら生徒がボクだけで美人女教師6人が全員で教えてくれる夢の集団女教師ハーレム学園（7月1日、MOODYZ）共演:三浦亜沙妃、佐藤江梨花、叶樹梨、今野梨乃、京野明日香
- レイプ!中出し!アナル!全て輪姦! 集団女教師レイプ輪姦（7月1日、MOODYZ）共演:三浦亜沙妃、佐藤江梨花、叶樹梨、今野梨乃、京野明日香

### その他
- ウォーターメロン（2005年1月21日、フルメディア）…共演:黒沢愛
- 監禁 姉妹教師（2006年12月15日、ネオリップス）…共演:流海
- 若妻家庭教師 〜嫉妬〜（2007年3月1日、レジェンド・ピクチャーズ）…共演:奈良坂篤、山口真理、中村英児、吉川けんじ、周太
- BLUE（2007年3月23日、エースデュースエンタテインメント）
- 教育実習生 美奈子（2007年11月25日、GPミュージアム）
- ゆかたびら 〜人妻浴衣日記〜（2007年12月5日、リップスウィート）…共演:宮崎あいか
- くノ一妖艶伝 楓 傀儡魔羅の秘密（2008年1月24日、TMC）…共演:坂上友香